# Mariana Popova
Mariana Nikolova Popova (in bulgaro Мариана Николова Попова?; Sofia, 6 giugno 1978) è una cantante bulgara.
Ha rappresentato la Bulgaria all'Eurovision Song Contest 2006 con il brano Let Me Cry.

## Biografia
Mariana Popova ha avviato la sua carriera musicale come componente del gruppo musicale Cocomania, di cui ha fatto parte dal 1996 al 2000 prima di interaprendere una carriera da solista. Nel 2005 ha vinto il primo premio al festival Burgas i moreto cantando Sănuvaj me in duetto con Dani Milev.
L'11 marzo 2006 ha partecipato alla selezione del rappresentante bulgaro per l'Eurovision cantando Let Me Cry e venendo incoronata vincitrice dal televoto. Nella semifinale dell'Eurovision Song Contest 2006, che si è tenuta il successivo 18 maggio ad Atene, ha cantato accompagnata da Azis e si è piazzata al 17º posto su 23 partecipanti con 36 punti totalizzati, non riuscendo a qualificarsi per la finale.

## Discografia

### Album in studio
- 2008 – New Religion
- 2011 – Predaj natatăk

### Singoli
- 2006 – Let Me Cry